# 운악산
운악산(雲岳山)은 대한민국 경기도 포천시 화현면과 가평군 조종면의 경계에 있는 높이 936m의 한국의 화강암 산이다.
일명 현등산이라고도 부르며 지도상에  현등산으로 표기된 것도 많다. 예로부터 기암 괴봉으로 이뤄진 산세가 아름다워 경기의 소금강이라고 불리어 왔다.
경기의 5악의 하나로 화악산, 관악산, 감악산 송악산과 함께 이름난 바위산이지만, 그 중에서도 제일 수려한 산으로 꼽힌다.

## 같이 보기
- 현등사
- 현등사 삼층석탑
- 현등사 소장 봉선사종
- 한국의 산
- 한국의 화강암